# Plateumaris fulvipes
Plateumaris fulvipes är en skalbaggsart som först beskrevs av Lacordaire 1845.  Plateumaris fulvipes ingår i släktet Plateumaris och familjen bladbaggar. Inga underarter finns listade i Catalogue of Life.